# Ditrichophora
Ditrichophora Cresson, 1925, è un genere di insetti della famiglia Ephydridae (Diptera: Schizophora).

## Descrizione
Gli adulti sono morfologicamente affini a quelli del genere Gymnoclasiopa, in passato considerato sottogenere di Ditrichophora. Si tratta di moscerini di dimensioni medio piccole, con corpo lungo 1–3 mm, livrea più o meno lucente, tegumento glabro o rivestito da un microtomento sparso. Da Gymnoclasiopa differiscono fondamentalmente per la conformazione della faccia.
Il capo ha faccia prominente all'altezza della setola facciale dorsale, a volte carenata trasversalmente,, a differenza degli adulti di Gymnoclasiopa, che hanno faccia appiattita. Le fossette antennali sono fortemente marcate, le parafacce strette, le gene poco sviluppate in altezza. I caratteri diagnostici più importanti, ai fini della distinzione dagli altri generi, risiedono nella chetotassi della regione facciale: 
- presenti generalmente 2-3 paia di setole facciali ben sviluppate e medialmente inclinate;
- assenti file secondarie di setole;
- assenti setole incurvate verso l'alto all'angolo inferiore-laterale della faccia;
- parafacce prive di setole.

Altri caratteri relativi alla chetotassi del capo sono generalmente ricorrenti anche negli altri Discocerinini: setole fronto-orbitali rappresentate solo da due periorbitali, una posteriore proclinata e una anteriore reclinate, ocellari ben sviluppate e proclinate, verticali e pseudopostocellari ben sviluppate. Le ocellari e le pseudopostocellari sono proclinate.
Il torace è provvisto di una setola omerale e una sopralare presuturale ben sviluppate; la sopralare postsuturale è molto ridotta o del tutto assente. Notopleuron privo di setoline ma provvisto di due setole ben sviluppate. Serie acrosticali e dorsocentrali ridotte a deboli setoline, ad eccezione di quelle posteriori (prescutellari) lunghe e robuste, scutello con area centrale pubescente e margini provvisti di due paia di robuste setole scutellari.
Le zampe sono prive di setole brevi e robuste sulla faccia posteriore dei femori anteriori e dello sperone apicale nelle tibie anteriori. Le ali sono ialine, hanno apice ottuso e arrotondato. Come nella maggior parte dei Discocerinini presentano la costa estesa fino alla terminazione della media, il secondo ramo della radio (R2+3) lungo e ben distanziato dalla costa, la vena medio-cubitale discale più o meno diritta.

## Sistematica
La storia tassonomica di Ditrichophora si intreccia con quella di Discocerina, genere morfologicamente affine, per quanto filogeneticamente più distante rispetto ad altri Discocerinini. Ditrichophora fu istituito da Cresson (1925) al fine di includervi le Discocerina provviste di due sole paia di setole facciali. In tale occasione, Cresson descrisse tre nuove specie, Ditrichophora exigua (specie tipo), D. parilis e D. tacoma e vi spostò tre specie già classificate nel genere Discocerina: Discocerina nana, Discocerina aliena e Discocerina lacteipennis, quest'ultima sinonimizzata con Hecamede xanthocera e spostata in Ditrichophora con il nome D. xanthocera. Le tre nuove specie classificate da Cresson sono tuttora valide, mentre le tre "Discocerine" sono state nel tempo spostate o sinonimizzate: Ditrichophora nana è stata spostata nel genere Lamproclasiopa (Lamproclasiopa nana), D. aliena sinonimizzata con Ditrichophora argyrostoma, Ditrichophora xanthocera è stata spostata nel genere Diclasiopa con il nome Diclasiopa lacteipennis.
A partire dagli anni venti, l'evoluzione della tassonomia di Ditrichophora e della relativa nomenclatura è caratterizzata da una particolare complessità, anche sulla base delle affinità morfologiche che si riscontrano nell'ambito dei Discocerinini. Nella fattispecie, si devono sottolineare i seguenti contesti ricorrenti in letteratura:
- Gymnoclasiopa, istituito come genere da Hendel (1930), è stato talvolta considerato sottogenere di Ditrichophora. Il BioSystematic Database of World Diptera lo riporta ancora con la denominazione Ditrichophora (Gymnoclasiopa)[3][4], in contrasto con l'orientamento scaturito dall'analisi cladistica dei Discocerinini[5]. Gymnoclasiopa è inoltre riportato come genere morfologicamente affine a Ditrichophora da Mathis & Zatwarnicki (1998) nel Manual of Palaearctic Diptera[6]. Il Manual of Nearctic Diptera non riporta invece riferimenti non essendovi specie neartiche comprese in Gymnoclasiopa.
- Ditrichophora ricorre in letteratura, anche se raramente, come sottogenere di Discocerina. Non esiste tuttavia una formale impostazione tassonomica di questo tipo e sia il Manual of Palaearctic Diptera sia il Manual of Nearctic Diptera discernono fra i due generi. La denominazione Discocerina (Ditrichophora) ricorre per alcune specie classificate da Canzoneri fra gli anni settanta e gli ottanta[7][8][9]. La denominazione è tuttavia confusa in quanto l'autore è spesso citato riportando indifferentemente la nomenclatura trinomiale oppure quella binomiale, con riferimento a Discocerina o a Ditrichophora. Successivamente all'opera di classificazione di Canzoneri, molte di queste specie sono state rinominate nel genere Ditrichophora oppure spostate in altri generi dei Discocerinini[9].
- Diversi generi dei Discocerinini sono stati istituiti in epoche più o meno recenti e in essi sono state spostate specie originariamente classificate in Ditrichophora o in Discocerina.

In letteratura la sistematica di Ditrichophora ha generalmente fatto riferimento ad ambiti limitati a singoli continenti o regioni zoogeografiche e non esiste un catalogo completo, a livello mondiale, che riassume la nomenclatura valida associata al genere Ditrichophora. Fa eccezione il catalogo mondiale degli Ephydridae di Mathis & Zatwarnicki che, risalendo alla metà degli anni novanta non contempla le revisioni tassonomiche successive. Nonostante gli spostamenti di molte specie in altri generi, alla fine degli anni duemila Ditrichophora comprenderebbe oltre 40 specie, confermandosi perciò come uno dei più ricchi nell'ambito della famiglia:
- Ditrichophora albitarsis (Wulp, 1881)
- Ditrichophora algirica Canzoneri & Vienna, 1991
- Ditrichophora argyrostoma (Cresson, 1916). Sinonimi: Discocerina aliena Cresson, 1922, Ditrichophora aliena Cresson, 1922
- Ditrichophora atrata Cresson, 1940
- Ditrichophora bella Mathis, 1997
- Ditrichophora bezzii (Canzoneri & Meneghini, 1973)
- Ditrichophora brunnicosa (Becker, 1907). Specie spostata da Diclasiopa brunnicosa da Zatwarnicki & Mathis, 2010
- Ditrichophora calceata (Meigen, 1830)
- Ditrichophora cana Cresson, 1940
- Ditrichophora canifrons Cresson, 1926
- Ditrichophora canzonerii (Rampini, 1980)
- Ditrichophora chiapas Mathis, 1997
- Ditrichophora exigua Cresson, 1924
- Ditrichophora fusca Miyagi, 1977
- Ditrichophora fuscella (Stenhammar, 1844)
- Ditrichophora glabricula (Fallén, 1813)
- Ditrichophora graeca (Canzoneri, 1976)
- Ditrichophora griseifacies (Canzoneri & Meneghini, 1985)
- Ditrichophora gulkana Zatwarnicki & Mathis, 2010
- Ditrichophora hungarica (Becker, 1926)
- Ditrichophora lenis Cresson, 1940
- Ditrichophora maculicornis (Meijere, 1916)
- Ditrichophora lugubris Cresson, 1940
- Ditrichophora montana Cresson, 1942
- Ditrichophora moraviae (Becker, 1926). Sinonimo: D. csikii Hendel, 1933
- Ditrichophora nectens (Collin, 1942)
- Ditrichophora nigrithorax (Becker, 1926)
- Ditrichophora nivea (Becker, 1896)
- Ditrichophora niveifrons (Cresson, 1926)
- Ditrichophora occidentalis Cresson, 1942
- Ditrichophora olivacea (Becker, 1896)
- Ditrichophora parilis Cresson, 1924
- Ditrichophora palliditarsis (Becker, 1896). Sinonimo: Notiphila albifrons Meigen, 1830
- Ditrichophora pallidula Stenhammar, 1844
- Ditrichophora pernigra (Becker, 1924)
- Ditrichophora rampinii (Canzoneri & Meneghini, 1975)
- Ditrichophora sia (Dahl, 1959)
- Ditrichophora simiaceps Cresson, 1940
- Ditrichophora soikai (Canzoneri & Meneghini, 1977)
- Ditrichophora subnubila Cresson, 1940
- Ditrichophora tacoma Cresson, 1924
- Ditrichophora tirolensis (Canzoneri & Rallo, 1979)
- Ditrichophora triseta Cresson, 1934
- Ditrichophora valens Cresson, 1942

## Filogenesi
Sotto l'aspetto filogenetico, Ditrichophora sensu lato, ovvero con l'inclusione del sottogenere Gymnoclasiopa, era considerato, in passato, il clade primitivo dei Discocerinini, in rapporto con gli altri generi della tribù. L'albero filogenetico della tribù è stato rielaborato alla fine degli anni novanta, giustificando la separazione di Gymnoclasiopa da Ditrichophora. Quest'ultimo si inserisce nel clade del gruppo Diclasiopa, comprendente anche i generi Diclasiopa, Hecamedoides e Pectinifer. Questo clade si colloca come intermedio, in relazione il genere Gymnoclasiopa, da un lato, e con il gruppo Discocerina dall'altro, comprendente il resto dei Discocerinini:
|  | Gymnoclasiopa |
|  | |
|  | \| \| Diclasiopa group (Diclasiopa, Ditrichophora, Hecamedoides, Pectinifer) \| \| \| \| \| \| Discocerina group \| \| \| \| |
|  | |
|  | Diclasiopa group (Diclasiopa, Ditrichophora, Hecamedoides, Pectinifer)                                                       |
|  | |
|  | Discocerina group |
|  | |

|  | Diclasiopa group (Diclasiopa, Ditrichophora, Hecamedoides, Pectinifer) |
|  |                                                                        |
|  | Discocerina group                                                      |
|  |                                                                        |

## Distribuzione
Ditrichophora è rappresentato in tutte le regioni zoogeografiche, con l'eccezione dell'ecozona afrotropicale, ma si configura come genere prettamente oloartica, con un maggiore grado di biodiversità nel Paleartico:
- Regione oloartica: vi sono rappresentate 37 specie, di cui 22 esclusivamente paleartiche, 14 esclusivamente neartiche, una oloartica
- Regione orientale: quattro specie
- Regione neotropicale: due specie
- Regione australasiana: una specie

Delle specie paleartiche, 14 sono rappresentate in Europa. Fauna Italia segnala invece 20 specie, ma questo catalogo considera implicitamente Gymnoclasiopa come sottogenere di Ditrichophora, pur adottato la nomenclatura binomiale. Sei specie sono infatti classificate in Fauna Europaea nel genere Gymnoclasiopa.
Cinque sono le specie endemiche italiane: D. bezzii, D. canzonerii, D. griseifacies, D. soikai e D. tirolensis. Le Ditrichophora italiane sono distribuite esclusivamente al nord e nella penisola, mentre risultano del tutto assenti nelle isole.